# Hallschlag
Hallschlag ist eine Ortsgemeinde im Landkreis Vulkaneifel in Rheinland-Pfalz. Sie gehört zur Verbandsgemeinde Gerolstein.

## Geographie
Die Gemeinde liegt zwischen 490 und 640 m ü. NHN im Rheinischen Schiefergebirge, in der westlichen Hocheifel im oberen Kylltal. Der Ort liegt in einer Talmulde und ist eingebettet in die Landschaft der Mitteleifel. Hallschlag gehört zum Erholungsgebiet Oberes Kylltal. Drei Kilometer westlich befindet sich die belgische Grenze. Die Gemarkung grenzt im Westen, Norden und Osten an Nordrhein-Westfalen.
Zu Hallschlag gehören auch die Wohnplätze Frauenkronerweg, Köppheck, Siedlung, Steinebrück und Zur Kehr.

## Geschichte
Der Ort wurde 1322 erstmals urkundlich erwähnt. Hallschlag gehörte damals zur luxemburgischen Herrschaft Kronenburg. Im 15. Jahrhundert gelangte der Ort an die Grafen von Manderscheid-Schleiden. Gegen Ende des 17. Jahrhunderts gehörte Hallschlag mit der Herrschaft Kronenburg der Blankenheimer Linie der Grafen Manderscheid-Blankenheim. Landesherrlich gehörte der Ort bis zum Ende des 18. Jahrhunderts zum Herzogtum Luxemburg, das Teil der Österreichischen Niederlande war. Nach der Einnahme der Region durch französische Revolutionstruppen (1794) gehörte Hallschlag von 1795 bis 1814 zum französischen Département Ourthe und war Hauptort einer Mairie im Kanton Kronenburg.
Der Ort wurde zu Anfang des 19. Jahrhunderts zur Pfarrei erhoben.
Aufgrund der auf dem Wiener Kongress getroffenen Vereinbarungen kamen aus dem Département Ourthe die drei Gemeinden Hallschlag, Ormont und Scheid zum Königreich Preußen. Die drei Gemeinden wurden der Bürgermeisterei Hallschlag im 1816 neu errichteten Kreis Prüm im Regierungsbezirk Trier zugeordnet.
Im Zweiten Weltkrieg wurde Hallschlag zu 80 % zerstört. Im Zuge der dortigen Kampfhandlungen während der Ardennenoffensive wurden bei Hallschlag am 25. Dezember 1944 u. a. der Professor der Universität Rostock Wilhelm Troitzsch (1900–1944) und der Reichstagsabgeordnete und SA-Obergruppenführer Generalmajor z. V. Kurt Kühme (1885–1944) getötet. Am 25. Dezember 1944 wurden im ganzen Eifelraum Angriffe der Alliierten geflogen.
Im Rahmen der rheinland-pfälzischen Funktional- und Gebietsreform wurde Hallschlag zusammen mit 14 weiteren Gemeinden am 7. November 1970 vom gleichzeitig aufgelösten Landkreis Prüm in den Landkreis Daun (seit 2007 Landkreis Vulkaneifel) umgegliedert.
Bevölkerungsentwicklung
Die Entwicklung der Einwohnerzahl von Hallschlag, die Werte von 1871 bis 1987 beruhen auf Volkszählungen:
| Jahr | Einwohner |
| ---- | --------- |
| 1815 | 293       |
| 1835 | 390       |
| 1871 | 384       |
| 1905 | 369       |
| 1939 | 919       |
| 1950 | 419       |
| 1961 | 472       |

| Jahr | Einwohner |
| ---- | --------- |
| 1970 | 457       |
| 1987 | 486       |
| 1997 | 607       |
| 2005 | 557       |
| 2011 | 495       |
| 2017 | 471       |
| 2023 | 447       |

## Politik

### Gemeinderat
Der Gemeinderat in Hallschlag besteht aus acht Ratsmitgliedern, die bei der Kommunalwahl am 9. Juni 2024 in einer Mehrheitswahl gewählt wurden, und dem ehrenamtlichen Ortsbürgermeister als Vorsitzendem. Bis 2014 gehörten dem Gemeinderat zwölf Ratsmitglieder an.

### Bürgermeister
Dirk Weicker wurde 2014 Ortsbürgermeister von Hallschlag. Bei der Direktwahl am 26. Mai 2019 wurde er mit einem Stimmenanteil von 73,21 % für weitere fünf Jahre in seinem Amt bestätigt. Bei der Direktwahl am 9. Juni 2024 setzte er sich mit 57,6 % gegen einen Mitbewerber durch.
Weickers Vorgänger waren Hans-Jürgen Breuer und Georg Brandt.

### Wappen
| Wappen von Hallschlag | Blasonierung: „Unter rotem Schildhaupt mit drei goldenen Kugeln, in Silber ein blauer, schrägrechter Wellenbalken.“ |
| Wappen von Hallschlag | Wappenbegründung: Die drei goldenen Kugeln im Schildhaupt sind Attribute des Heiligen Nikolaus, der Kirchen- und Ortspatron von Hallschlag ist. Der Wellenbalken ist aus dem Wappen der Ritter Holzappel von Basenheim übernommen, die in Hallschlag begütert waren. Am 1. März 1340 übertrugen Ritter Johann Holzappel von Basenheim und seine Ehefrau für 100 Heller ihren Hof zu Halczlach an Erzbischof Balduin von Trier. |

## Sehenswürdigkeiten

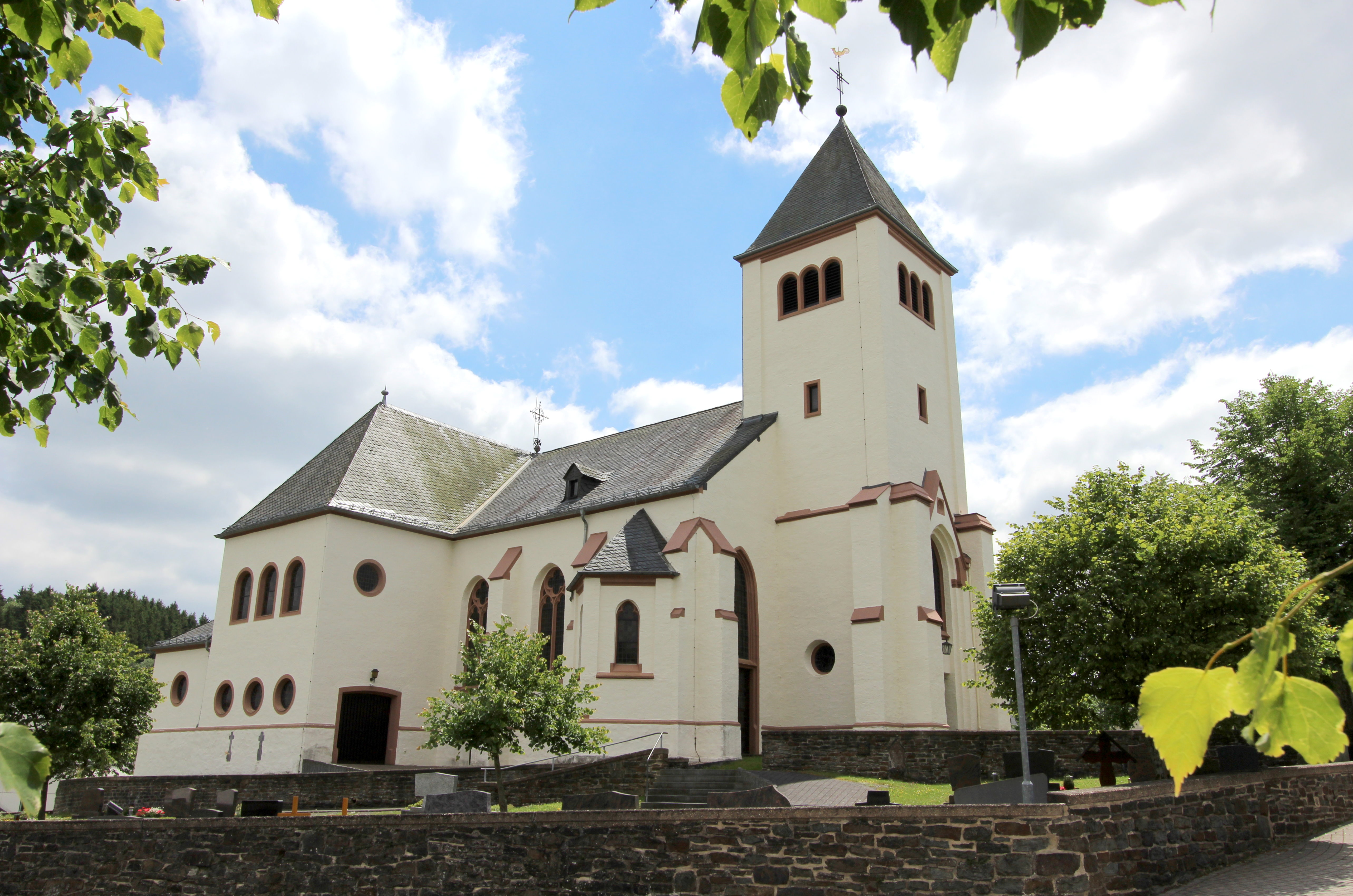
Pfarrkirche St. Nikolaus

- Katholische Pfarrkirche Sankt Nikolaus von 1950
- Pilgerkreuz der Matthiasbruderschaft an der Straße nach Ormont, etwa 100 m hinter der ehemaligen Bahnbrücke
- Reste und Relikte der ehemaligen Westwallanlagen westlich des Ortes

## Wirtschaft und Infrastruktur

### Windkraftanlagen
Seit 1997 gibt es auf der Gemarkung Hallschlag einen Windpark mit 36 Windkraftanlagen.

### Verkehr
Durch den Ort führt die B 421.
Die Trasse der ehemaligen Vennquerbahn wurde bis zum Frühjahr 2015 zu einem Wander- und Radweg ausgebaut (RAVeL-Netz-Linie 45a Waimes-Jünkerath), mit Anschluss sowohl in Weywertz an die Vennbahnstrecke als auch in Jünkerath an das deutsche Radwegenetz.

### Ehemalige Munitionsfabrik Espagit

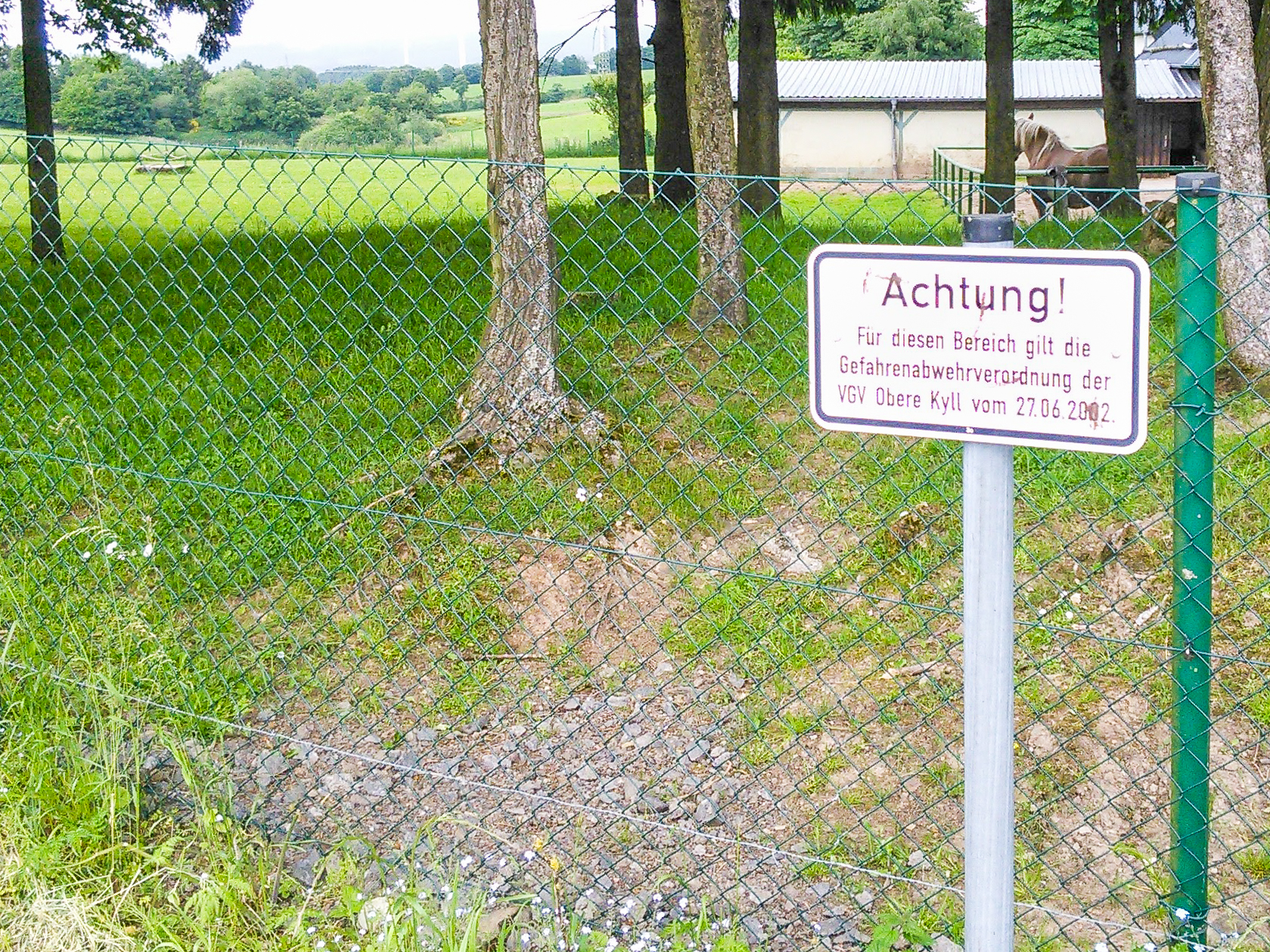
Schild, das auf die Gefahrenabwehrverordnung der VGV Obere Kyll hinweist

Auf der Gemarkung der Gemeinde Hallschlag bei Kehr ist das nach außen abgeschirmte Gelände der Giftgas- und Munitionsfabrik Espagit gelegen. Hier waren von 1915 bis 1920 rund zweitausend Menschen beschäftigt, bis die Fabrik schließlich im Mai 1920 explodierte. Das vormalige Betriebsgelände stellt bis heute eine immense Umweltgefahr dar, weil in dem Boden weiterhin noch unentdeckte Sprengkörper und Gasgranaten sowie andere Gifte vorhanden sind.

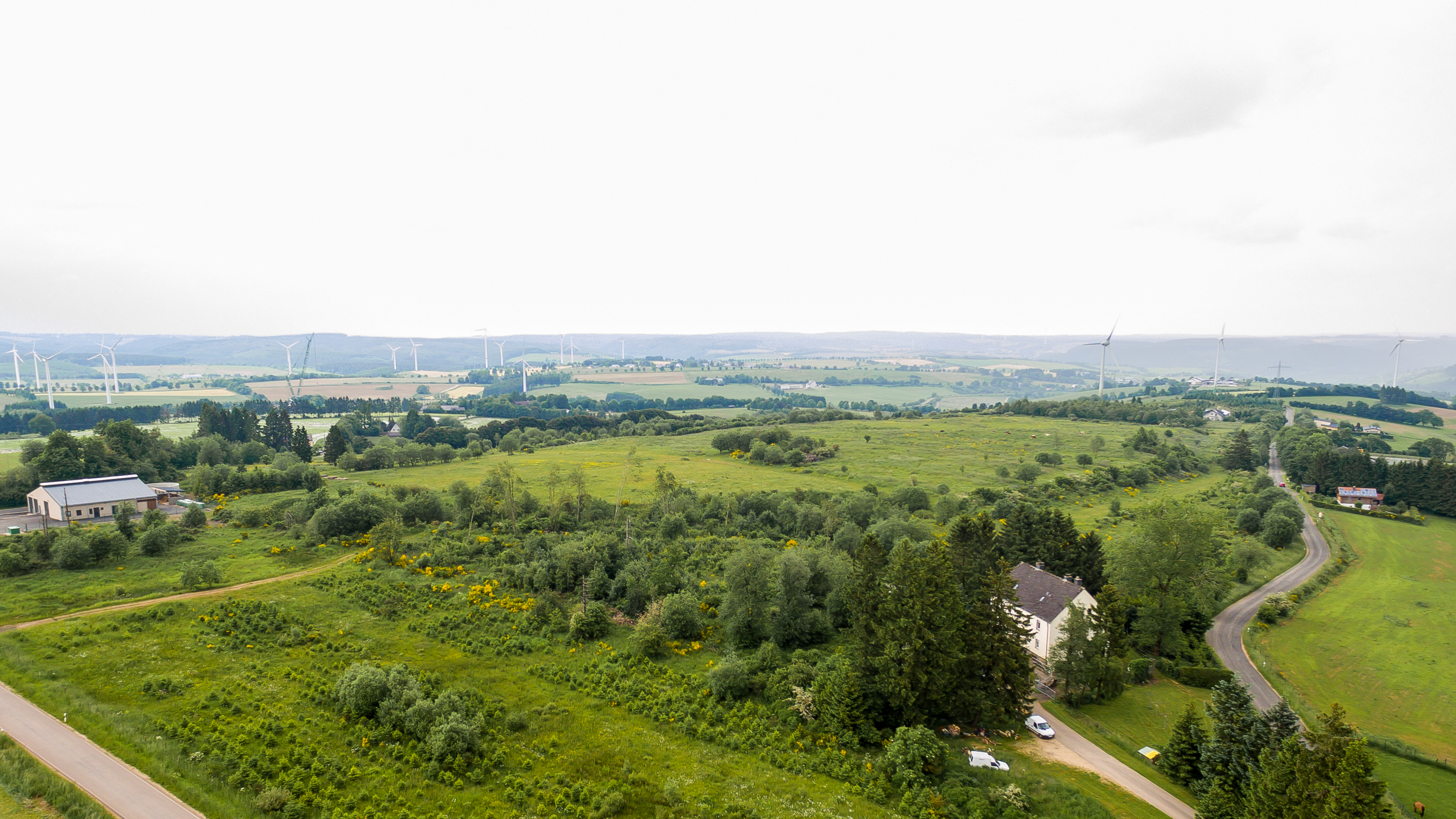
Luftaufnahme des Geländes der ESPAGIT bei Hallschlag

Anfang der 1990er Jahre entschied sich das für Munitionsräumung zuständige Innenministerium in Mainz für ein Konzept, den hoch kontaminierten ehemaligen Produktionsbereich der Munitionsfabrik mit rund 13 ha Fläche nur oberflächig zu entmunitionieren. Im Anschluss daran wurde das Gelände durch eine Erdabdeckung und ein Drahtgeflecht gesichert, wodurch langfristig der direkte Kontakt zwischen belastetem Boden und Menschen verhindert werden soll. Das kontaminierte Sickerwasser wird im Rigolensystem erfasst und dann in einer Wasserreinigungsanlage behandelt.